# Bastion des Fort Thornton
Die Bastion des Fort Thornton (englisch Bastions of Fort Thornton) ist ein Nationaldenkmal des afrikanischen Staates Sierra Leone in Freetown.
Das Fort Thornton wurde zwischen 1792 und 1805 auf dem Smith’s Hill, dem heutigen Tower Hill errichtet, in der Bastion waren das Wohnhaus des Gouverneurs, die Regierungsstellen sowie die Poststation und die Baracken der Garnison untergebracht. Heute ist es Teil des Staatshauses.
Als das Gelände 1949 für die sich heute dort befindenden Regierungsgebäude neu bebaut werden sollte, wurde die Bastion als National Monument unter Schutz gestellt. Die Anlage wurde in die neu errichteten Gebäude integriert und befindet sich im Gegensatz zu anderen Monumenten Sierra Leones, die unter dem Bürgerkrieg zum Teil schwer beschädigt wurden, in einem guten Zustand. Einige erhaltene Kanonen befinden sich noch an ihren alten Stellplätzen, um an die frühere Funktion der Bastion zu erinnern.